# Екстерзандворт
Екстерзандворт (нід. Eexterzandvoort) — селище в нідерландській провінції Дренте. Входить до муніципалітету А-ен-Гюнзе. Його населення станом на 2008 рік складало 154 осіб.